# Magdolnavölgy (przystanek kolejowy)
Magdolnavölgy (węg. Magdolnavölgy megállóhely) – przystanek kolejowy w Piliscsaba, w komitacie Pest, na Węgrzech.
Znajduje się na linii 2 Budapest – Esztergom.
Przystanek został wybudowany w ramach przebudowy linii w latach 2012-2015.

## Linie kolejowe
- 2 Budapest – Esztergom